# Emblema del Kirghizistan
L'emblema del Kirghizistan (in kirghiso Кыргыз Республикасынын Мамлекеттик Герби?, Kırgız Respublikasının Mamlekettik Gerbi) è stato adottato in seguito alla dissoluzione dell'Unione Sovietica, il 4 gennaio 1994.
Esso riprende numerosi elementi dell'Emblema della Repubblica Socialista Sovietica Kirghisa: su uno sfondo di colore blu, simbolo di coraggio e di generosità, compare infatti la catena montuosa del Tian Shan e dietro il panorama delle montagne innevate, un sole che sorge. Al di sotto dei monti si nota uno specchio d'acqua. A sinistra e a destra lo stemma è 
ornato da grano e cotone. Nella parte superiore e inferiore appare il nome del paese, trascritto in lingua e caratteri kirghisi (Кыргыз Республикасы, Kyrgyz Respublikasy).
Al di sotto del profilo delle montagne è raffigurato un falco bianco, che sembra sorreggere sulle sue ali spiegate l'intero elemento centrale.

## Emblemi storici

Attuale emblema del Kirghizistan.
Emblema del Kirghizistan 1991-1994 e della RSS Kirghisa